# Kagginahalli, Mulbagal
Kagginahalli là một làng thuộc tehsil Mulbagal, huyện Kolar, bang Karnataka, Ấn Độ.